# Eduard Scherrer
Eduard Scherrer (Leysin, Vaud, 15 d'abril de 1890 - 5 de juliol de 1972) va ser un corredor de bobsleigh suís, que va competir a començaments del segle xx.
El 1924 va prendre part en els Jocs Olímpics de Chamonix, on guanyà la medalla d'or en la prova de bobs a 4 formant equip amb Alfred Neveu, Alfred Schläppi i Heinrich Schläppi.